# Freiburger Wasserschlössle
Das Freiburger Wasserschlössle liegt im Sternwald oberhalb des Stadtteils Wiehre. Es ist ein Wasserhochbehälter mit markanter Frontseite im Stil eines Schlosses. Der Wasserhochbehälter ist teilweise in den Berghang eingebaut worden und wird vom Freiburger Wasserversorger Bn Netze betrieben.

## Bauwerk
Die Anlage entstand zwischen 1895 und 1896 und dient der Trinkwasserversorgung der Stadt. Die schlossartige Fassade aus Sandsteinquadern und Betonwerkstein sollte die Wertschätzung gegenüber dem Trinkwasser zum Ausdruck bringen. Vorbild für die Gestaltung war dabei das Freiburger Stadtsiegel aus dem Jahr 1245, welches heute noch auf Kanaldeckeln der Innenstadt zu sehen ist. Gebaut wurde das Wasserschlössle durch das Freiburger Unternehmen Brenzinger & Cie.

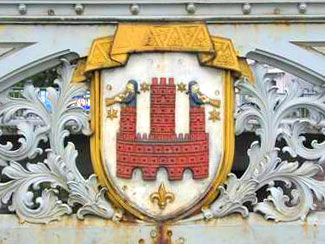
Das Stadtsiegel von Freiburg
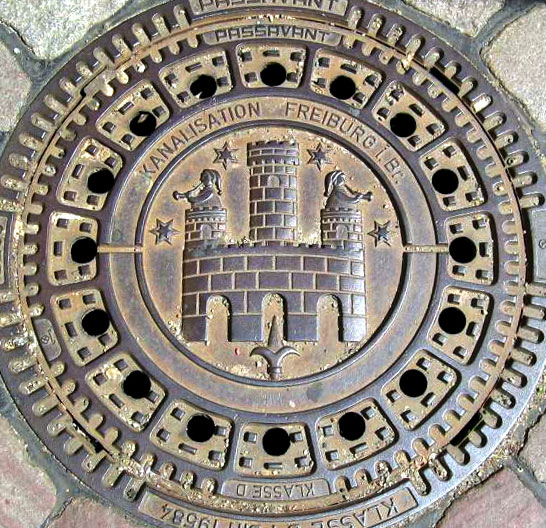
Freiburger Kanaldeckel
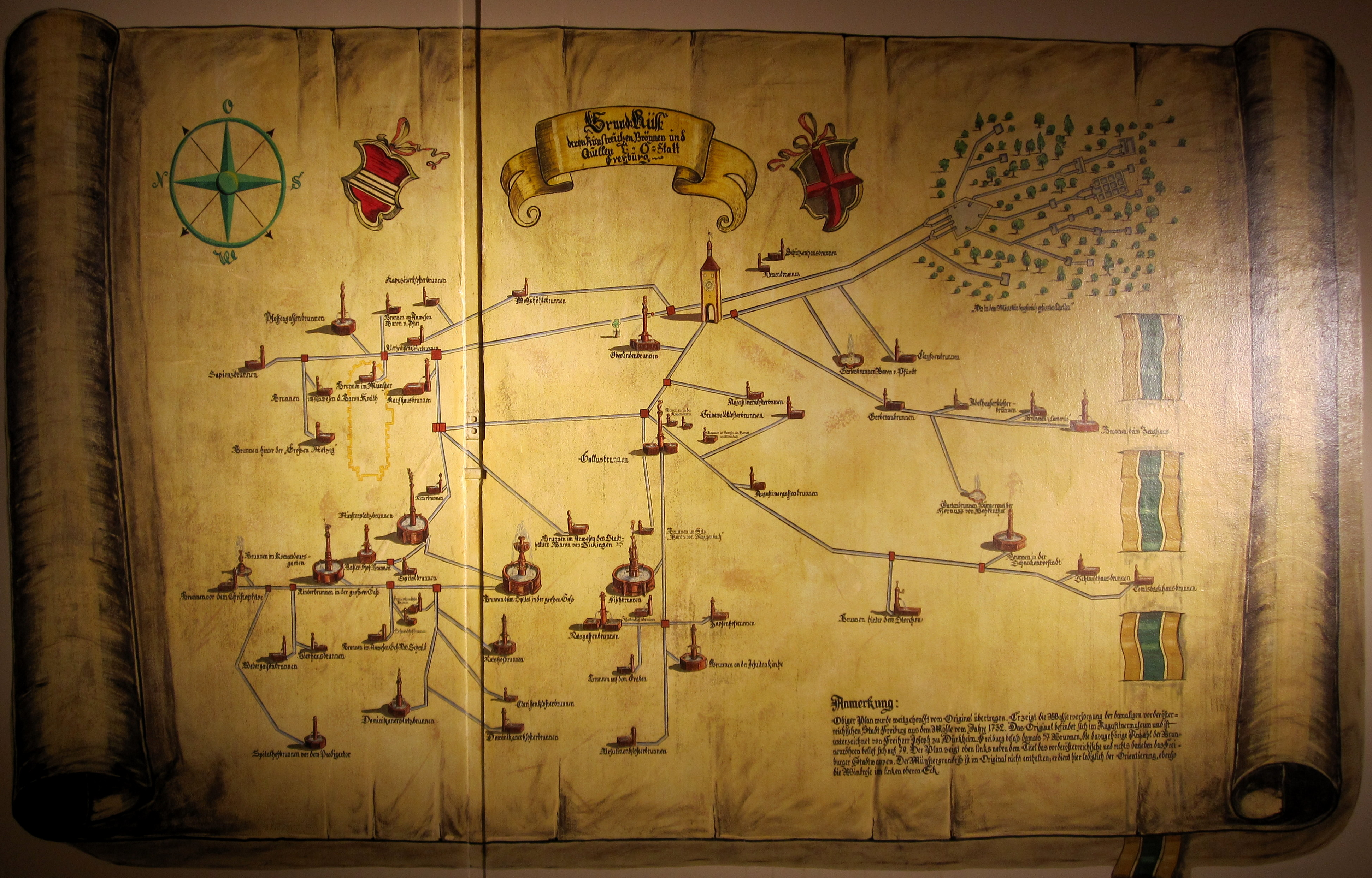
Plan der Freiburger Wasserversorgung von 1732

## Ursprüngliche Nutzung

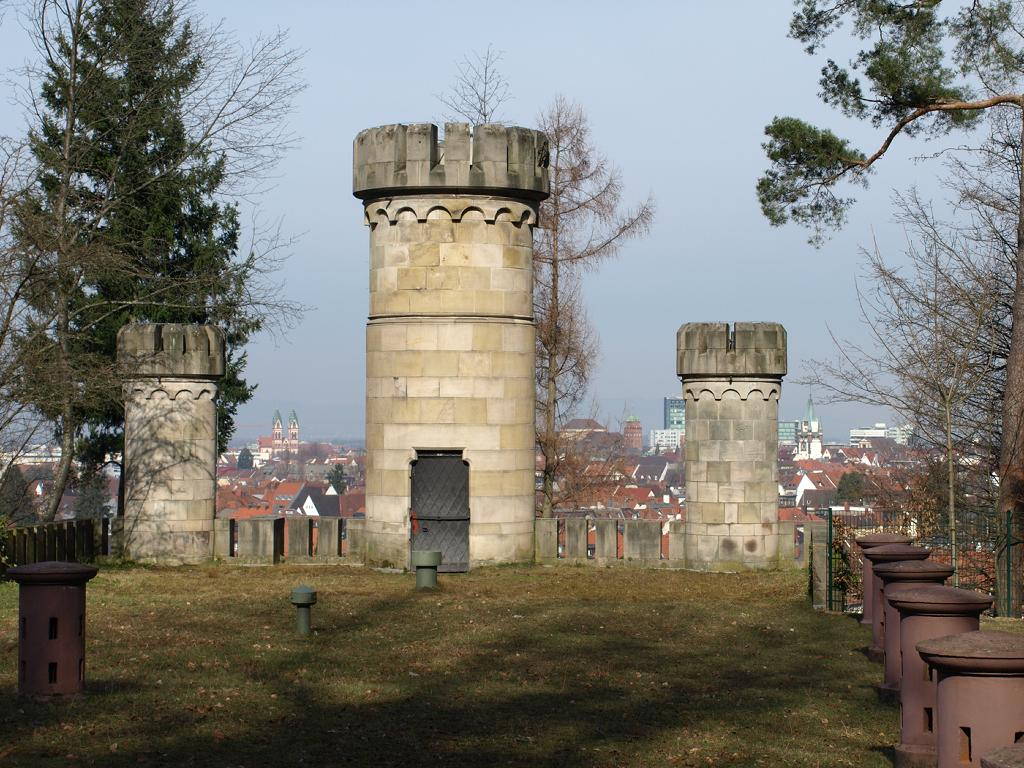
Der Wasserbehälter von der Bergseite aus

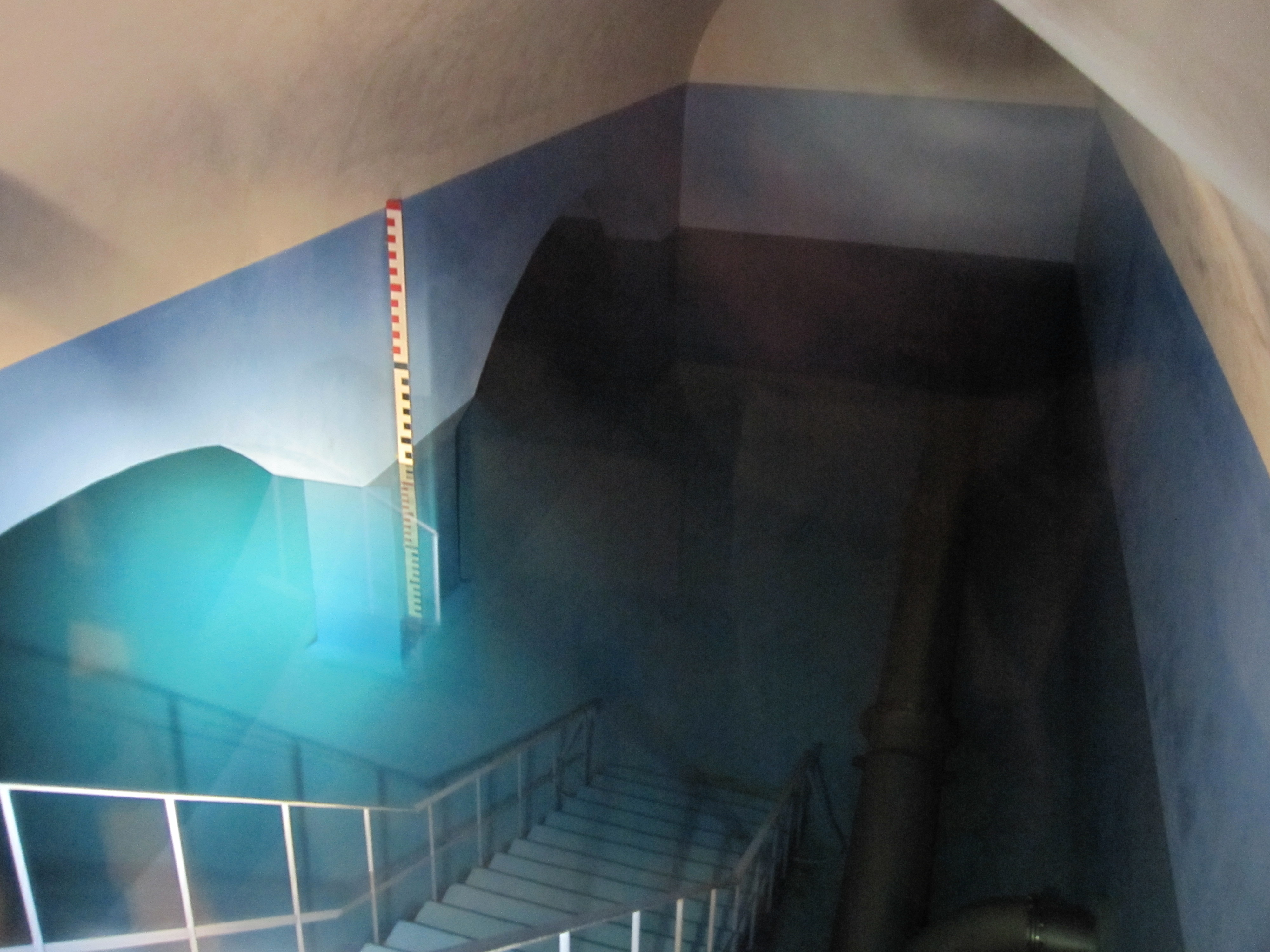
Innenraum: Blick in den Behälter

Die östliche Stadt wurde über das Wasserschlössle mehr als 100 Jahre lang zentral mit Wasser versorgt. Die Bevölkerungszunahme gegen Ende des 19. Jahrhunderts hatte zum Bau eines Wasserwerkes bei Ebnet (1872 bis 1876) geführt. Vom Wasserwerk Ebnet, welches höher gelegen ist, fließt das Wasser durch natürliches Gefälle zum Wasserschlössle (314 m ü.NHN). Dort gelangt es über eine Vorkammer in die Wasserkammer, den eigentlichen Wasserspeicher. Diese hat ein Fassungsvermögen von 3800 m³, ist 45 m lang, 33 m tief und 6 m hoch. Zu den Haushalten der Stadt fließt das Wasser weiter ohne Pumparbeit, wiederum durch natürliches Gefälle.

## Erweiterung der Anlage
Die dichtere Bebauung und die damit verbundene höhere Bevölkerungszahl mit entsprechend höherem Wasserverbrauch führte zu Problemen der Wasserversorgung besonders im Stadtteil Wiehre. Der Wasserdruck reichte nicht mehr aus, so dass man 2001 einen neuen Hochbehälter baute. Erst mit dem flächendeckenden Einbau von Wasseruhren reduzierte sich der Wasserverbrauch der Freiburger Bevölkerung merklich. Der Standort der Erweiterungsanlage ist 600 m vom Wasserschlössle entfernt und liegt 42 m höher. Der neue Behälter ist 42 m lang, 27 m tief und 8 m hoch und fasst 6000 m³.

## Sonstiges
Nahe beim Freiburger Wasserschlössle befindet sich der Stephanienbrunnen.